# Brestova uhljevka
Brestova uhljevka (znanstveno ime Auricularia mesenterica) je gliva iz rodu uhljevk (Auricularia).

## Značilnosti
Klobučki so najprej bledi, gumijasti in podobni gumbom, nato se razširijo do velikosti nekaj centimetrov in s staranjem otrdijo. Zgornja površina je siva do rjava ali rumenkasto rumena, žametasta, s koncentričnimi conami, medtem ko je spodnja stran gosto želatinasta, radialno nepravilno nagubana in rdečkasto rjava. Rob je valovit. Pogosto so nanizani v poličaste strukture, ki kot nekakšni strešniki potekajo vzdolž odmrlih debel.

## Razširjenost in življenjski prostor
Je parazit ali saprofit na lesu listavcev. Raste čez vse leto, pogosteje jo najdemo v toplejših delih Slovenije.

## Mikroskopske značilnosti
Trosni prah je bele barve. Trosi so zaviti, klobasaste oblike in merijo 14–17 x 4,5 do 5 μm.

## Podobne vrste
- bezgova uhljevka (Auricularia auricula-judae)
- škrlatni skladovec (Chondrostereum purpureum)
- pisana ploskocevka (Trametes versicolor)

## Uporabnost
Goba je neužitna.
Raziskave so pokazale, da so sposobne bioakumulacije težkih kovin iz okolja.
V brestovih uhljevkah so našli visoke stopnje fenolov in flavonoidov, kar jo uvšča med potencialne vire antioksidantnih in protitumornih učinkovin.

## Taksonomija
Brestovo uhljevko je leta 1785 prvi opisal James Dickson kot Helvella mesenterica. V rod uhljevk (Auricularia) jo je uvrstil Christiaan Hendrik Persoon leta 1822. Vrsta je veljala za kozmopolitsko in so jo aplicirali na zbirke iz Amerike, Azije, Avstralije in Evrope.
Molekularne filogenetske raziskave so pokazale, da gre v resnici za kompleks vrst in da je brestova uhljevka v ožjem pomenu omejena na Evropo in Centralno Azijo, ter da so ostale ločene vrste, čeprav so si navzven podobne.
Znanstveno ime izvira iz grške besede μεσεντέριον, mesentérion, 'želodec', zaradi videza, ki spominja na drobovje oziroma vampe.

## Galerija slik
- Kosmata površina klobuka
- Trosovnica
- Trosi